# أميليا ليلي
وإسمها الكامل أميليا ليلي أوليفر (بالإنجليزية: Amelia Lily Oliver)‏ وهي مغنية إنكليزية بريطانية ولدت في يوم 16 أكتوبر 1994 في مدينة ميدلزبرة في إنكلترا في المملكة المتحدة تغني البوب و الروك من أشهر اغانيها you bring me joy في سنة 2012.

## روابط خارجية
- أميليا ليلي على موقع IMDb (الإنجليزية)
- أميليا ليلي على موقع ميوزك برينز (الإنجليزية)
- أميليا ليلي على موقع أول ميوزيك (الإنجليزية)
- أميليا ليلي على موقع ديسكوغز (الإنجليزية)
- أميليا ليلي على موقع قاعدة بيانات الفيلم (الإنجليزية)